# باد هاريلسون
باد هاريلسون (بالإنجليزية: Bud Harrelson)‏ هو لاعب كرة قاعدة أمريكي، ولد في 6 يونيو 1944 في فريمونت في الولايات المتحدة.

## وصلات خارجية
- باد هاريلسون على موقع دوري كرة القاعدة الرئيسي (الإنجليزية)
- باد هاريلسون على موقعبيزبول رفرنس.كوم (الدوري الرئيسي) (الإنجليزية)
- باد هاريلسون على موقعبيزبول رفرنس.كوم (الدوري الثانوي) (الإنجليزية)
- باد هاريلسون على موقع جمعية أبحاث البيسبول الأمريكية (الإنجليزية)
- باد هاريلسون على موقع إي إس بي إن.كوم (أم.أل.بي) (الإنجليزية)
- باد هاريلسون على موقع مشجعي الرسوم البيانية (الإنجليزية)